# Nyêmo
Nyêmo (auch: Nyemo) ist ein Landkreis der Stadt Lhasa westlich des Zentrums (Chengguan) im Autonomen Gebiet Tibet. Er liegt am Nordufer des Yarlung-Tsangpo-Flusses, dem nördlichen Teil des Brahmaputra. Der Landkreis hat eine Fläche von 3.242 Quadratkilometern und 29.989 Einwohner (Stand: Zensus 2020), die hauptsächlich in der Landwirtschaft oder Viehzucht tätig sind.

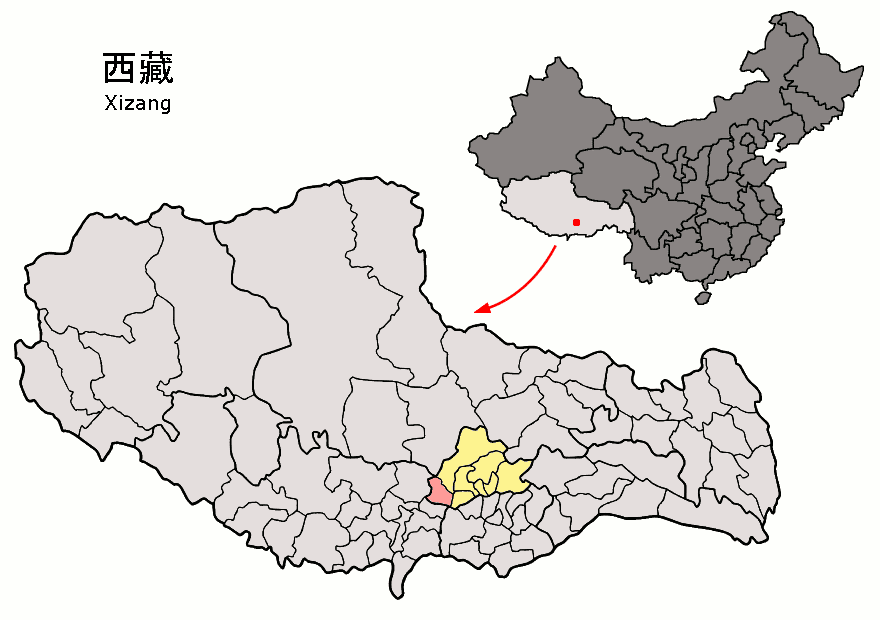
Lage des Kreises Nyêmo (rosa) in der bezirksfreien Stadt Lhasa (gelb)

| Tibetische Bezeichnung                |
| ------------------------------------- |
| Tibetische Schrift: སྙེ་མོ་རྫོང་           |
| Wylie-Transliteration: snye mo rdzong |
| THDL-Transkription: Nyemo             |
| Chinesische Bezeichnung               |
| Vereinfacht: 尼木县                   |
| Pinyin:Nímù Xiàn                      |

## Lage und Bevölkerung
Nyêmo gehört zum Verwaltungsgebiet der bezirksfreien Stadt Lhasa. 1999 zählte der Kreis 28.886 Einwohner. Sein Hauptort ist die Großgemeinde Tarrong (dar grong དར་གྲོང་ / Tǎróng Zhèn 塔荣镇).

## Administrative Gliederung
Auf Gemeindeebene setzt sich der Kreis aus einer Großgemeinde und sieben Gemeinden zusammen. Diese sind (Pinyin/chin.):
- Großgemeinde Tarrong 塔荣镇
- Gemeinde Toinba 吞巴乡
- Gemeinde Xumai 续迈乡
- Gemeinde Pusum 普松乡
- Gemeinde Paggor 帕故乡
- Gemeinde Margyang 麻江乡
- Gemeinde Karru 克如乡
- Gemeinde Nyêmo 尼木乡

## „Zwischenfall von Nyêmo“
Während des Höhepunkts der Kulturrevolution in Tibet verbündete sich eine ehemalige Nonne mit einer der Fraktionen der Roten Garden. Sie behauptete, von Jowo besessen zu sein, der Buddhastatue im Jokang und nannte sich „die rechte Hand des Vorsitzenden Mao“. Im Juni 1969 ließ sie ihre tibetischen Kämpfer rund dreißig Gegner – ebenfalls Tibeter – töten oder grausam verstümmeln. Danach griffen sie eine Stellung unbewaffneter Soldaten der Volksbefreiungsarmee an und töteten dreizehn von ihnen. Es war einer der blutigsten Zwischenfälle während der Kulturrevolution in Tibet. Die Rebellion wurde schließlich von der Armee niedergeschlagen. Von einigen Exiltibetern wird die Nonne bis heute als Freiheitskämpferin und Heldin betrachtet und der Zwischenfall als tibetischer Widerstand gegen China romantisch verklärt.

## Geschichte
Nyêmo war der Geburtsort des großen Übersetzers Vairocana und der Ort, an dem der Lehrer Padmasambhava auf seiner Reise von Nepal nach Lhasa lokale Geister unterwarf. Alte vorbuddhistische Kulte haben bis in die Neuzeit zusammen mit Klöstern der verschiedenen buddhistischen Traditionen überlebt. Die alapriesterliche Tradition ist eine lokale Mischung aus traditionellen Religionen und Buddhismus, die für Nyemo charakteristisch ist. Weibliche Medien, besessen von Geistern, führten bis zur Zeit der Kulturrevolution Heilungszeremonien durch. Ende 1968 begann in Nyêmo ein Aufstand in den ländlichen Gebieten Tibets, verursacht durch Nahrungsmittelknappheit und das Chaos der Kulturrevolution. Der Aufstand breitete sich später auf zwanzig weitere Bezirke in der Autonomen Region Tibet aus. Beim "Nyemo-Zwischenfall" von 1969 schlossen sich die Anhänger der Nyêmo-Nonne Trinley Chödrön mit den Kräften der maoistischen Gyenlo-Parteiorganisation zusammen. Ihre „Armee der Götter“ griff im Juni 1969 mehrere Wochen lang Regierungs- und Armeestützpunkte sowie rivalisierende Kader in der gesamten Region an. Tinley Chodron, von dem gesagt wurde, dass er eine Emanation des heiligen Vogels Labja Gongmo aus dem Epos von König Gesar war, wurde später in diesem Jahr in Lhasa hingerichtet.